# Trond Nymark
Trond Nymark (Bergen, 28 de dezembro de 1976) é um ex-atleta norueguês da marcha atlética. Foi campeão mundial da marcha de 50 km conquistando a medalha de ouro no Campeonato Mundial de Atletismo de 2009 em Berlim. Ele chegou em segundo lugar na prova mas herdou o ouro após a posterior desclassificação e suspensão do russo Sergey Kirdyapkin por doping.